# Jacques Laurent
Jacques Laurent (París 1919 - París 2000), periodista, assagista i escriptor francès. Premi Goncourt de l'any 1971 per la seva novel·la "Les Bêtises".

## Biografia
Jacques Laurent-Cély va néixer el 5 de gener de 1919 a París. El seu pare va ser advocat a París i el seu avi va ser president del Consell General del departament del Sena. Per part de la seva mare era nebot d'Eugène Deloncle un dels fundadors del moviment d'extrema dreta  “La Cagoule”-
Va estudiar al Liceu Condorcet de París i va començar estudis de filosofia a La Sorbona, que el 1939 va deixar en ser mobilitzat per motiu de la guerra.
Molt aviat es va incorporar a "Action Française" de Charles Maurras, moviment polític nacionalista i monàrquic. Políticament se l'ha definit com a "home de dretes però anti-gaullista"
Va morir (suicidat) a París el 29 de desembre del 2000.

### Carrera literària
Com a escriptor forma part del moviment literari “Els Hussards”, que va tenir membres com Félicien Marceau, Jacques Chardonne, Paul Morand i Roger Nimier.
El 1948, publicà la seva primera novel·la, Les Corps tranquilles, i el 1951, el seu primer assaig, Paul i Jean-Paul, en què feia costat al dret de la llibertat de creació, a partir de l'anàlisi de l'obra de Jean-Paul Sartre i de Paul Bourget.
El 1953 va fundar la revista literària La Parisienne i va dirigir el setmanari Arts.
Com a periodista va ser enviat especial del diari L'Aurore a la Guerra d'Algèria i també va fer reportatges i un assaig sobre la Guerra del Vietnam.
Ha publicat sota nombrosos pseudònims, sent el més conegut Cecil Saint-Laurent, on destaquen diverses obres adaptades al cinema.
El 26 de juny de 1986 va ser elegit membre de l'Acadèmia Francesa amb el sillò  del professor Fernand Braudel (15è sillò).

## Obres destacades i premis

### Obres destacades

#### Assaig
- 1951: Paul et Jean
- 1952: Neuf perles de culture (en col·laboració amb Claude Martine)
- 1964: Mauriac sous de Gaulle
- 1966: La Fin de lamiel
- 1968: Choses vues au Vietnam
- 1969: Lettre ouverte aux étudiants
- 1979: Le Nu vêtu et dévêtu
- 1984: Stendhal comme Stendhal

#### Novel·la i altres
- 1948: Les Corps tranquilles
- 1971: Les Bêtises
- 1981: Les Sous-ensembles flous
- 1982: Les Dimanches de Mademoiselle Beaunon
- 1985. Le Petit Canard
- 1986: Le Dormeur debout
- 1988: Le Français en cage
- 1990: Le Miroir aux tiroirs
- 1994: L'Inconnu du temps qui passe
- 1994: Du mensonge
- 1997: Moments particuliers
- 1999: L'esprit des lettres
- 2000: Ja et la fin de tou

### Premis
- 1971: Premi Goncourt per "Les Bêtises".
- 1981: Gran Premi de Literatura de l'Acadèmia Francesa
- 1983: Premi Princep Pierre de Mònaco

## Filmografia
- "Les fils de Caroline chérie" (El fill de Caroline) novel·la adaptada i dirigida al cinema el 1954 per Jean Devaivre i protagonitzada entre altres per Brigitte Bardot i Magali Nöel.
- "Lucrècia Bòrgia" dirigida per Christian Jaque el 1953, protagonitzada per Martine Carol i Pedro Armendariz.
- "Lola Montès" dirigida per Max Ophüls el 1955 i protagonitzada per Martine Carol i Peter Ustinov.
- "Frou-Frou" dirigida per Augusto Genina (1955) amb la participació de Louis de Funès, Gino Cervi i Mischa Auer.
- "Le Secret du chevalier d'Éon" de Jacqueline Audry (1959) amb la participació de Gabriele Ferzetti.
- "Sept homes et une garce" de Bernard Borderie (1967), protagonitzada per Jean Marais, Marilú Tolo, Sydney Chaplin i Guy Bedos.
- "Caroline chérie" de Denys de La Patellière (1968) amb la participació de Karin Dor, Vittorio de Sica i Charles Aznavour.